# 붓펜

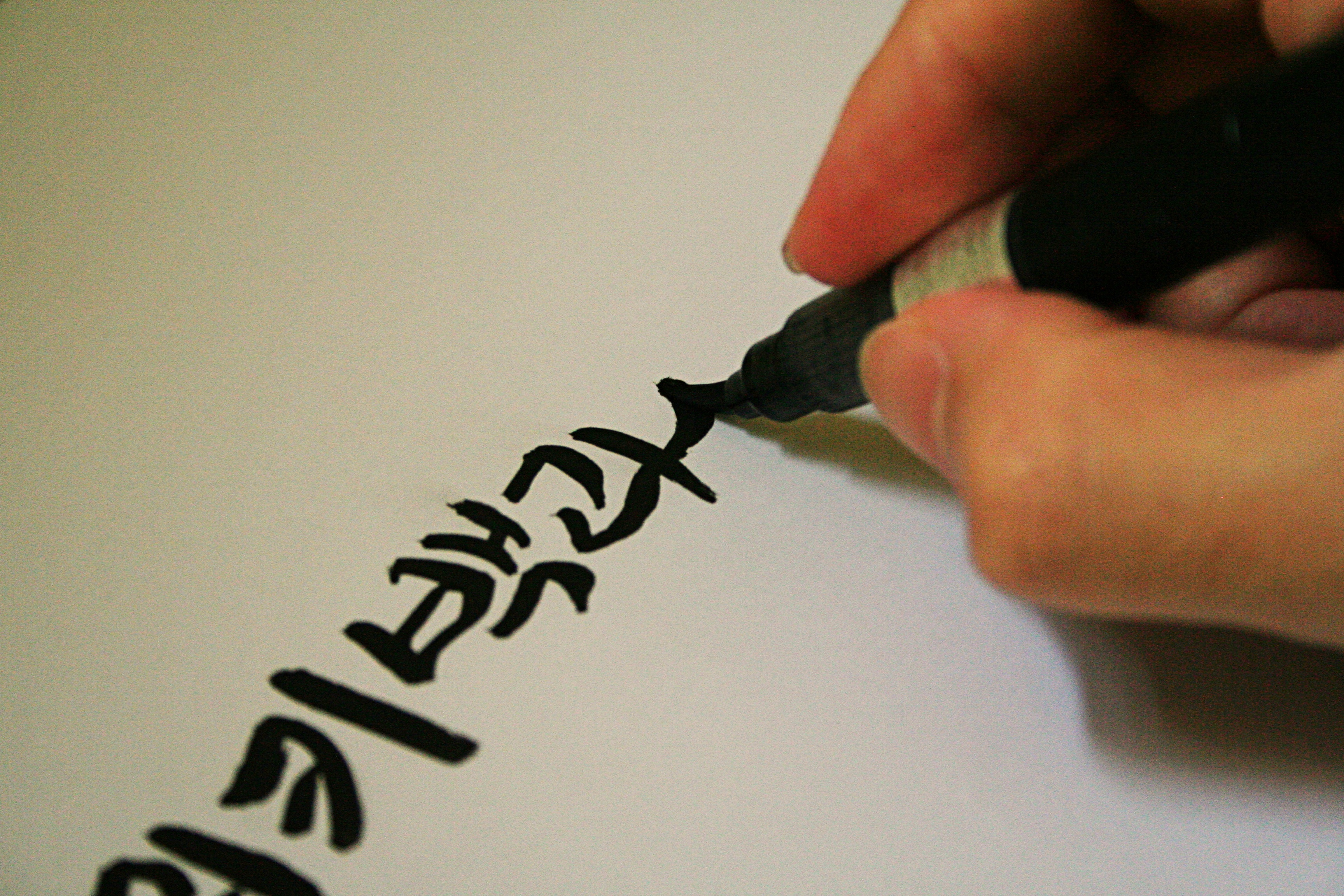
붓펜으로 글씨를 쓰는 모습

붓펜은 잉크를 사용하는 펜에서 붓과 같은 특징을 나타낼 수 있도록 만든 필기구로, 캘리그래피를 하거나 그림을 그릴 때 사용한다. 본래 붓이 사용하는 먹의 색감 재현을 위해 보통 검은색의 단색으로 나오지만, 여러 색상으로 나오는 제품도 존재한다.

## 원리
붓펜의 닙은 유연성이 있는 섬유로 만들어져 있으며, 이 섬유가 모세관 현상을 통해 잉크를 공급하여 글이 써지게 한다. 마커펜 같은 필기구도 같은 원리를 사용하지만, 붓펜은 닙의 끝뿐만 아니라 전체가 글씨를 쓰는 데에 사용될 수 있다는 점과 닙의 섬유에 유연성이 있어 필압의 조절을 표현할 수 있다는 점에서 차이가 있다.
고가의 붓펜은 실제 붓처럼 담비털이나 족제비털로 만들기도 한다.
리필이 가능한 붓펜의 경우 먹물이나 잉크를 빈 카트리지에 주입해 사용할 수도 있다.

## 용례
전통 붓보다 훨씬 사용이 간편하면서 비슷한 효과를 낼 수 있기 때문에, 서예를 가르칠 때에 많이 활용한다. 캘리그래피 용으로도 많이 활용되며 이 경우 일반적인 붓펜 뿐만 아니라 물붓펜의 활용도가 높다. 이때는 주로 고체케익형 물감이나 과슈 물감을 사용한다.
다만 캘리그래피 입문 단계에서는 붓펜이 연습용으로는 그다지 추천되지 않는다. 간편하게 휴대할 수 있고 사용이 편리해서 어디서나 연습이 가능하다는 것은 장점이지만, 사용하기 쉽다는 장점이 오히려 깊이 있는 표현을 하기에는 부적합하다는 단점으로 작용하기 때문이다. 또한 처음부터 붓펜처럼 쓰기 쉬운 도구에 길들여지면 붓처럼 표현 난이도가 높은 도구를 사용할 때 더 어려움을 겪는다는 점도 있다. 그래서 캘리그래피에서는 연습용보다는 주로 엽서 등 규모가 작고 간단한 작품을 제작할 때 많이 쓰는 편이다.

## 같이 보기
- 붓
- 펜
- 캘리그래피